# Henriette-Amélie de Friesen
Henriette-Amélie de Friesen (en allemand Henriette Amalie von Friesen) est née à Dresde (Allemagne) le 19 mai 1668 et meurt à Berggießhübel le 2 août 1732. Elle est une noble allemande, fille d'Henri III de Friesen (1610-1680) et de Maria Marguerite de Lutzelbourg (1632-1689).
Les familles Friesen et Reuss sont parmi les principales familles aristocratiques de la cour de Dresde avec des terres en Saxe et Thuringe. Après la mort de son mari Henri VI de Reuss-Obergreiz (de), le 11 octobre 1697, elle fixe la résidence familiale à Dresde, et participe à la vie sociale de la cour saxonne.

## Mariage et descendance
Le 3 mai 1691, à 23 ans, elle se marie à Leipzig avec le comte Henri VI de Reuss-Obergreiz (de) (1649-1697), fils de Henri Ier (1627-1681) et de Madeleine-Sibylle de Kirchberg (1624-1667). De ce mariage naissent trois enfants : 
- Henri Ier (1693-1714)
- Jeanne-Marguerite (1695-1766)
- Henri II de Reuss-Obergreiz (1696-1722), marié avec Charlotte-Sophie de Bothmer (1697-1748).